# ZDF
 Der er for få eller ingen kildehenvisninger i denne artikel, hvilket er et problem. Du kan hjælpe ved at angive troværdige kilder til de påstande, som fremføres i artiklen.

ZDF (Zweites Deutsches Fernsehen - på dansk: Den anden tyske fjernsynskanal) er en offentlig medievirksomhed i Tyskland med hovedsæde i Mainz. 
Hovedkanalen ZDF startede den 1. april 1963. I dag udsendes desuden kanalerne ZDFinfo og ZDFneo. Den sidstnævnte er efterfølgeren af ZDFdokukanal. Derudover samarbejder man med andre fjernsynsstationer om kanalerne 3sat, Phoenix, Arte, KI.KA og FUNK.
Den danske tv-serie Forbrydelsen II blev sendt på hovedkanalen og er siden blevet genudsendt på søsterkanaler.

## ZDF-miniserier i tre dele
- 2013: Vores mødre, vores fædre
- 2016: Pigerne fra Berlin
- 2017: Honigfrauen
- 2018: Pigerne fra Berlin II

## Sendt på ZDF
- Mainzelmännchen
- Wetten, dass..?

## Henvisning
1. ↑  "Kommissarin Lund: Das Verbrechen II". ZDF.de. Arkiveret fra originalen 27. oktober 2016. Hentet 24. november 2014.

| Anime eller manga | Spire Denne artikel om medie og kommunikation er en spire som bør udbygges. Du er velkommen til at hjælpe Wikipedia ved at udvide den. |

49°57′52″N 8°12′29″Ø / 49.9644°N 8.2081°Ø